# Emília Janečková-Muríňová
Emília Janečková-Muríňová (22. srpna 1918 Vídeň – 25. prosince 2012) byla slovenská a československá politička Komunistické strany Slovenska, poúnorová poslankyně Národního shromáždění ČSR, pověřenkyně sociální péče a poslankyně Slovenské národní rady

## Biografie
Narodila se v rodině stavebního dělníka ve Vídni. Za první republiky pracovala jako dělnice v podniku Kablo v Bratislavě. Byla členkou Komsomolu. V roce 1945 vstoupila do KSČ.
Ve volbách roku 1948 byla zvolena do Národního shromáždění za KSČ ve volebním kraji Bratislava. Přípisem ze 6. října 1948 oznámila, že 29. července 1948 uzavřela sňatek a změnila jméno. V parlamentu zasedala až do konce funkčního období, tedy do voleb v roce 1954. V letech 1950-1953 zasedala v 10. Sboru pověřenců jako pověřenkyně sociální péče (od 20. září 1951 pověřenkyně pracovních sil).
V letech 1949-1966 se uvádí jako členka Ústředního výboru Komunistické strany Slovenska. IX. sjezd KSČ ji rovněž zvolil za členku Ústředního výboru Komunistické strany Československa. Byl jí udělen Řád práce a Řád 25. února. Získala také Vyznamenání Za zásluhy o výstavbu.
Ve volbách roku 1960 byla zvolena do Slovenské národní rady. Poslankyní SNR zůstala i po volbách roku 1964.